# Церква святих Володимира і Ольги (Лозова)
Церква святих Володимира і Ольги в Лозовій — парафія і храм греко-католицької громади Хмельницького деканату Кам'янець-Подільської єпархії Української греко-католицької церкви в селі Лозова Хмельницької области.

## Історія церкви
Процес заснування греко-католицької громади в селі Лозова розпочався з благословення владики Василія Семенюка та завдяки ініціативі Ніни Сюрко, яка дозволила проводити тимчасові богослужіння у своєму будинку.
15 лютого 2010 року громада подала заяву на реєстрацію. 1 червня 2010 року було видано свідоцтво про реєстрацію статуту. 14 жовтня 2010 року видано Акт про державну реєстрацію.
Будівництво храму святих Володимира і Ольги розпочалося після того, як 28 листопада 2010 року владика Василій Семенюк освятив хрест і цоколь. Це стало можливим завдяки його патронату та допомозі меценатів з української діаспори. 5 квітня 2011 року парафіяни отримали державний акт на право постійного користування землею. 16 жовтня 2011 року владика Василій Семенюк освятив новозбудований храм.
При парафії діють церковний хор та недільна школа, щонеділі проводиться катехизація.

## Парохи
- о. Володимир Козак (з 6 липня 2010).